# Campeonato Asiático de Atletismo de 2011 - 400 m com barreiras feminino
A prova dos 400 metros com barreiras feminino do Campeonato Asiático de Atletismo de 2011 foi disputada entre os dias 8  e 9 de julho de 2011 no Kobe Universiade Memorial Stadium em Kobe,  no Japão. 

## Recordes
Antes desta competição, os recordes mundiais e do campeonato nesta prova eram os seguintes:
|                       | Nome              | Nacionalidade | Tempo  | Local   | Data                   |
| --------------------- | ----------------- | ------------- | ------ | ------- | ---------------------- |
| Recorde mundial       | Yuliya Pechonkina | Rússia        | 52s 34 | Tula    | 8 de agosto de 2003    |
| Recorde do campeonato | Huang Xiaoxiao    | China         | 55s 63 | Incheon | 2005                   |
| Recorde asiático      | Han Qing          | China         | 53s 96 | Pequim  | 26 de setembro de 1993 |

## Medalhistas
| Ouro                  | Prata         | Bronze                 |
| Satomi Kubokura (JPN) | Qi Yang (CHN) | Christine Merril (LKA) |

## Cronograma
Todos os horários são locais (UTC+9).
| Data       | Hora  | Evento  |
| ---------- | ----- | ------- |
| 8 de julho | 11:10 | Bateria |
| 9 de julho | 18:35 | Final   |

## Resultados

### Bateria
Qualificação: 3 atletas de cada bateria  (Q) mais os  2 melhores qualificados (q). 
| Posição | Bateria | Atleta                | Nacionalidade | Tempo   | Notas                |
| ------- | ------- | --------------------- | ------------- | ------- | -------------------- |
| 1       | 1       | Satomi Kubokura       | Japão         | 56.66   | Q                    |
| 2       | 1       | Qi Yang               | China         | 56.77   | Q,                   |
| 3       | 1       | Christine Merril      | Sri Lanka     | 56.83   | Q,                   |
| 4       | 2       | Miyabi Tago           | Japão         | 57.77   | Q                    |
| 5       | 2       | Shiori Miki           | Japão         | 58.11   | Q                    |
| 6       | 2       | Alexandra Kuzina      | Cazaquistão   | 58.21   | Q                    |
| 7       | 2       | Nataliya Asanova      | Uzbequistão   | 58.45   | q                    |
| 8       | 1       | Noraseela Mohd Khalid | Malásia       | 58.91   | q                    |
| 9       | 2       | Alaa Al-Qaysi         | Iraque        | 1:00.36 | Recorde da temporada |
| 10      | 1       | Iuliia Khodykina      | Quirguistão   | 1:03.35 |                      |

### Final
A final da prova ocorreu dia 9 de julho às 18:35. 
| Posição           | Raia | Atleta                | Nacionalidade | Tempo | Notas                |
| ----------------- | ---- | --------------------- | ------------- | ----- | -------------------- |
| Medalha de ouro   | 5    | Satomi Kubokura       | Japão         | 56.52 |                      |
| Medalha de prata  | 6    | Qi Yang               | China         | 56.69 | Recorde da temporada |
| Medalha de bronze | 9    | Christine Merril      | Sri Lanka     | 57.30 |                      |
| 4                 | 7    | Miyabi Tago           | Japão         | 57.35 |                      |
| 5                 | 4    | Shiori Miki           | Japão         | 57.52 |                      |
| 6                 | 8    | Alexandra Kuzina      | Cazaquistão   | 57.86 |                      |
| 7                 | 2    | Noraseela Mohd Khalid | Malásia       | 58.53 |                      |
| 8                 | 3    | Nataliya Asanova      | Uzbequistão   | 59.72 |                      |

Legenda
| Recorde mundial       | Recorde mundial (World record)               |                       | Recorde africano                      | Recorde africano (African) |                                           | Q | Classificado por posição (Qualified) |
| Recorde do campeonato | Recorde do campeonato (Championship record)  | Recorde da América    | Recorde da América (Americas)         | q                          | Classificado por melhor tempo (Qualified) |   |                                      |
| Melhor marca do ano   | Melhor marca do ano (World leading)          | Recorde asiático      | Recorde asiático (Asian)              | DNS                        | Não largou (Did not start)                |   |                                      |
| Recorde nacional      | Recorde nacional (National record)           | Recorde europeu       | Recorde europeu (European)            | DNF                        | Não terminou (Did not finish)             |   |                                      |
| Recorde pessoal       | Recorde pessoal do atleta (Personal best)    | Recorde da Oceania    | Recorde da Oceania (Oceania)          | DSQ / DQ                   | Desclassificado (Disqualified)            |   |                                      |
| Recorde da temporada  | Recorde da temporada do atleta (Season best) | Recorde sul-americano | Recorde sul-americano (South America) | NM                         | Sem marca (No mark)                       |   |                                      |